# حواس الوعي الثمانية
حواس الوعي الثمانية أو الأوعية الثمانية (بالإنجليزية: The Eight Consciousnesses)‏ هو تصنيف جرى تطويره في المنقول التُراثي لمدرسة يوغاكارا التابع لبوذية الماهايانا. حيث بالإضافة لحواس الوعي الخمسة التقليدية، فهم يُضيفون ثلاث حواس أخرى، وهي: الوعي العقلي، والوعي العقلي المُدنس/المُلوَّث، وأخيرًا، مُستودع الوعي الأساسي الذي هو أساس الأوعية السبعة السابقة.
تشتمل الستة الأولى من الوعي الأساسي على الملكات الحسية الخمس بالإضافة إلى الوعي العقلي، الذي يعد السادس.
يحتوي وعي المُستودع، على الرغم من كونه طاهرا في حد ذاته، على "مزيج غامض من النقاء والدنس، الخير والشر". وبسبب هذا الخليط، يمكن أن يحدث تحول الوعي من النجاسة إلى النقاء وبذلك تكون الصحوة/التنوير ممكن.